# چندوظیفگی رسانه‌ای

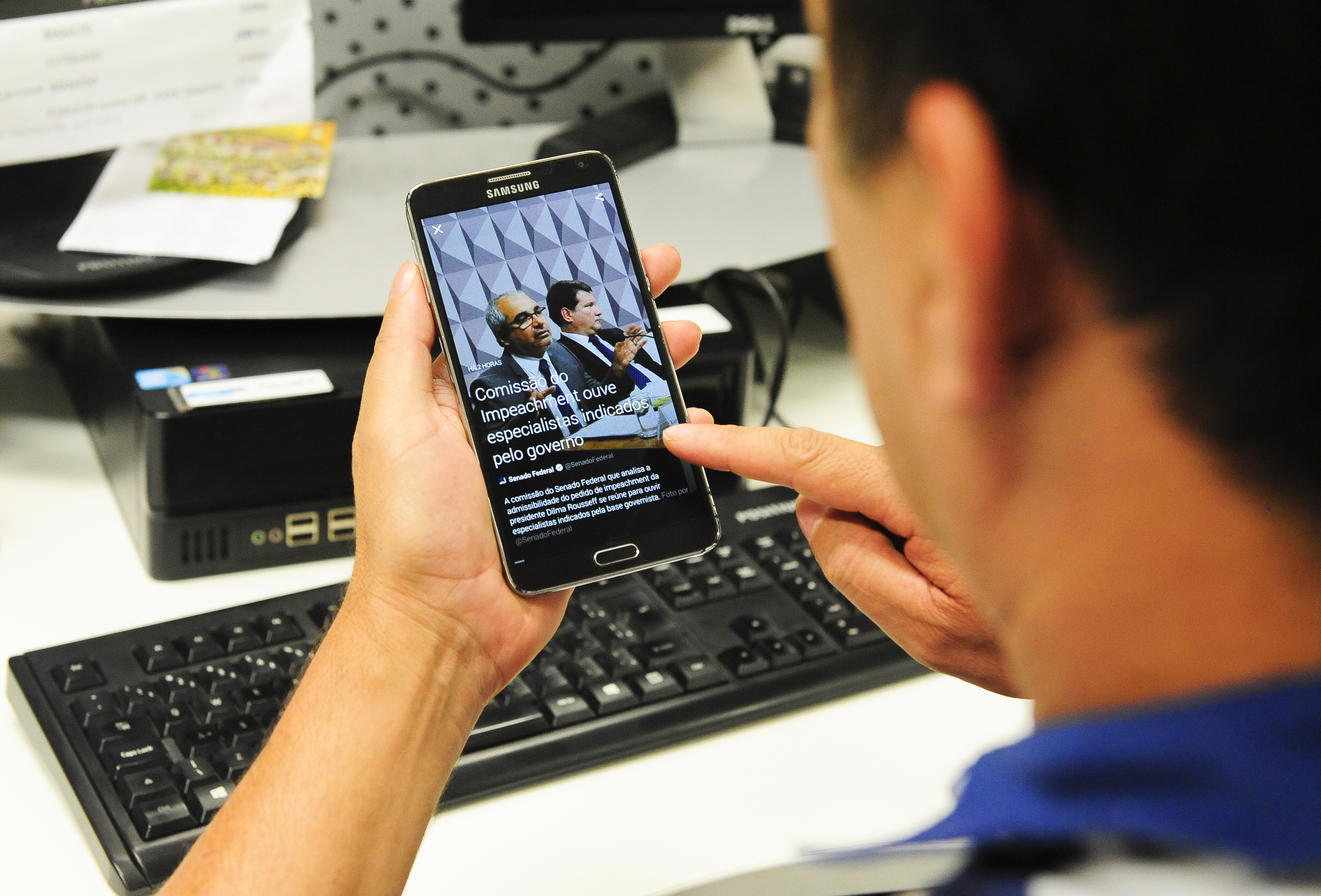
مردی در حال کار کردن با تلفن هوشمند در هنگام نشستن پشت کامپیوتر

چندوظیفگی رسانه‌ای (به انگلیسی: media multitasking) به استفاده از چند رسانه دیجیتال به‌طور همزمان گفته می‌شود.
چندوظیفگی رسانه‌ای با علائم افسردگی و اضطراب اجتماعی موجود در مطالعه ای با ۳۱۸ شرکت کننده ارتباط داده شده‌است.
یک بررسی در سال ۲۰۱۸ نشان داد که افرادی که حجم زیادی از چندوظیفگی رسانه‌ای را انجام می‌دهند، عملکرد ضعیف‌تری در چندین حوزه شناختی دارند.
مطالعه‌ای در سال ۲۰۰۹ توسط دانشگاه استنفورد از آزمایش‌هایی برای مقایسه چند وظیفگی رسانه‌ای سنگین با چند وظیفگی رسانه‌ای سبک از نظر کنترل شناختی و توانایی پردازش اطلاعات استفاده کرد. یافته‌های حاصل از آزمایش عبارتند از:
1. وقتی عناصری را به منظور پرت کردن حواص به‌طور عمدی به آزمایش‌ها اضافه می‌شوند، افراد با چند وظیفگی رسانه‌ای سنگین به‌طور متوسط ۷۷ میلی‌ثانیه از همتایان سبک‌تر خود در تشخیص تغییرات الگوها کندتر بودند.
2. در یک آزمایش حافظه بلندمدت که شرکت کنندگان را دعوت می‌کرد تا عناصر خاصی را از آزمایش‌های قبلی به خاطر بیاورند، افراد با چندوظیفگی سنگین اغلب به اشتباه عناصری را که معمولاً به عنوان حواس‌پرتی عمدی استفاده شده بودند شناسایی تشخیص می‌دادند.
3. در حضور عناصر حواس‌پرتی، افراد با چند وظیفگی سنگین ۴۲۶ میلی‌ثانیه کندتر از همتایان سبک خود برای تغییر به فعالیت‌های جدید و ۲۵۹ میلی‌ثانیه برای شرکت در بخش جدیدی از همان فعالیت کندتر بودند.[۳]